# جیانمارکو چیرونی
جیانمارکو چیرونی (انگلیسی: Gianmarco Chironi؛ زادهٔ ۷ سپتامبر ۱۹۹۷) بازیکن فوتبال است.
از باشگاه‌هایی که در آن بازی کرده‌است می‌توان به باشگاه فوتبال لچه اشاره کرد.